# Jurij Kołomojeć
Jurij Mykołajowycz Kołomojeć, ukr. Юрій Миколайович Коломоєць (ur. 22 marca 1990 w Krzywym Rogu, w obwodzie dniepropetrowskim) – ukraiński piłkarz, grający na pozycji napastnika.

## Kariera piłkarska

### Kariera klubowa
Wychowanek klubów Krywbas Krzywy Róg oraz Mołod' Połtawa, barwy których bronił w juniorskich mistrzostwach Ukrainy (DJuFL). Pierwszy trener Wołodymyr Udod. W 2007 rozpoczął karierę piłkarską w Krywbasie Krzywy Róg, ale grał przeważnie w trzeciej drużynie klubu. Latem 2008 na pół roku został wypożyczony do Naftowyk-Ukrnafty Ochtyrka. W 2010 został zaproszony do Hirnyka Krzywy Róg, gdzie najpierw występował przez pół roku na prawach wypożyczenia, a potem podpisał kontrakt z klubem. Na początku 2013 przeszedł do FK Ołeksandrija, w którym grał do początku grudnia 2015, a już 22 grudnia został piłkarzem Worskły Połtawa. 28 grudnia 2016 opuścił połtawski klub, a wkrótce 12 stycznia 2017 podpisał kontrakt z węgierskim MTK Budapest FC. 23 czerwca 2017 wrócił do Worskły. 8 lutego 2020 został piłkarzem Tallinna FCI Levadia.

### Kariera reprezentacyjna
10 listopada 2017 zadebiutował w reprezentacji Ukrainy w wygranym 2:1 meczu ze Słowacją.

## Sukcesy i odznaczenia

### Sukcesy piłkarskie
PFK Oleksandria
- mistrz Ukraińskiej Pierwszej Ligi: 2015
- wicemistrz Ukraińskiej Pierwszej Ligi: 2014
- brązowy medalista Ukraińskiej Pierwszej Ligi: 2013